# Amsacta flaveola
Amsacta flaveola är en fjärilsart som beskrevs av Rothschild 1914. Amsacta flaveola ingår i släktet Amsacta och familjen björnspinnare. Inga underarter finns listade i Catalogue of Life.